# I mercanti dello spazio
I mercanti dello spazio (The Space Merchants) è un romanzo di fantascienza distopica scritto da Frederik Pohl e Cyril M. Kornbluth nel 1952, pubblicato quello stesso anno nella rivista Galaxy in tre puntate con il titolo di Gravy Planet e nel 1953 in edizione paperback per la casa editrice Ballantine Books.
Il romanzo, che tratta temi quali il consumismo, l'abuso della pubblicità e della propaganda, ha avuto dopo trent'anni un seguito, Gli antimercanti dello spazio (The Merchants' War, 1984) scritto stavolta dal solo Frederik Pohl. Nel 1985 entrambi i romanzi sono stati ripubblicati in un unico volume, sotto il titolo di Venus, Inc.

## Storia editoriale
(Frederik Pohl)
L'idea originale del romanzo venne a Frederik Pohl durante la seconda guerra mondiale mentre era di stanza in una base aerea in Italia con il suo Gruppo di volo di B-24. Scelse New York come ambientazione poiché lontano dalla patria, aveva nostalgia della propria città natale. Il romanzo fu intitolato For Some We Loved da una citazione del filosofo Omar Khayyam ed era incentrato sul tema della pubblicità. Un paio di anni dopo la fine della guerra Pohl ebbe modo di rileggere il lavoro trovandolo brutto e poco accurato, prendendo coscienza del fatto che, pur avendo descritto il mondo della pubblicità, non conosceva realmente la materia. La dimestichezza con il mondo della pubblicità fu acquisita grazie alle sue successive esperienze lavorative: tre anni trascorsi a scrivere slogan pubblicitari per un'agenzia del settore prima e per una casa editrice poi.
Il romanzo vide la luce a seguito della collaborazione con Cyril M. Kornbluth che Pohl aveva avuto modo di conoscere già dal 1940 durante le riunioni di un gruppo letterario di New York, i Futurians, che riuniva molti fan, editori e scrittori di fantascienza quali, ad esempio, Isaac Asimov, James Blish, Judith Merril (che sarebbe diventata la terza moglie di Pohl), Damon Knight e Don Wollheim. Il romanzo fu iniziato dal solo Pohl, per essere pubblicato dalla rivista Galaxy nell'estate del 1952 in tre puntate con il titolo di Gravy Planet. Giunto a circa un terzo del lavoro, sollecitato dall'editore, Pohl si rivolse a Kornbluth per terminare il lavoro entro i tempi imposti.
Dopo la sua prima pubblicazione a puntate per la rivista Galaxy nel 1952, il romanzo fu sottoposto a molti editori ricevendo in risposta dei rifiuti, uno dei quali accompagnato dal consiglio di sottoporre il romanzo a una revisione professionale. Indifferente ai commenti, Pohl continuò a proporre il libro a varie case editrici fino a quando la Ballantine Books nel 1953 accettò di pubblicarlo, col titolo The Space Merchants.
Il romanzo ebbe subito un grande successo e vendette un numero tale di copie da spingere l'editore a una seconda ristampa già nel primo mese di pubblicazione.
Nel 1985 il romanzo e il suo seguito, intitolato Gli antimercanti dello spazio (The Merchants' War, 1984), e scritto trent'anni dopo il primo dal solo Pohl, sono stati ripubblicati nel volume unico Venus, Inc.

## Trama
(Frederik Pohl Cyril M. Kornbluth, I mercanti dello spazio)
In un distopico futuro l'umanità non accenna a ridurre i consumi, nonostante abbia quasi esaurito tutte le risorse naturali; al contrario, le maggiori agenzie pubblicitarie mondiali provvedono a manipolare i consumatori e a spingere in ogni modo le vendite dei prodotti delle aziende. Ogni tecnica di marketing è lecita per aumentare i profitti: le fabbriche, consigliate delle agenzie di pubblicità, rendono assuefatti i consumatori inserendo alcaloidi nei prodotti alimentari oppure facendo largo uso di messaggi subliminali, ricerche di mercato e ipnosi. La guerra per garantirsi più ampie fette di mercato scatena vere e proprie cruenti battaglie tra le ditte concorrenti. Per garantire più ampi guadagni alcune società, appoggiate dai governi, impongono contratti-capestro a migliaia di lavoratori, rendendoli schiavi. La democrazia è una vuota parola poiché il voto dei cittadini ha maggiore rilevanza in funzione della ricchezza posseduta. In questo scenario le due maggiori industrie, la Starrzelius e la Universal si affrontano per aumentare i propri profitti, la prima utilizzando i servigi della Società Fowler Schocken, la seconda della rivale Società Taunton.
Mitchell "Mitch" Courtenay è un importante pubblicitario della Società Fowler Schocken, il cui fondatore ha deciso di aprire nuovi mercati a vantaggio delle aziende sotto proprio contratto; in particolare decide di investire i massimi sforzi per pubblicizzare la prossima colonizzazione di Venere e, nonostante le proibitive condizioni ambientali, convincere un grande numero di persone a trasferirsi sull'inospitale pianeta. Tale programma, denominato Progetto Venere, è appoggiato dal governo che intende così ridurre la sovrappopolazione sulla Terra. Mitch è sposato da quasi un anno con la dottoressa Kathy Nevi ma vive separato da lei, in attesa che entrambi decidano di ratificare il matrimonio definito interlocutorio. L'uomo è innamorato di Kathy ma la donna non è più convinta di voler confermare l'unione, disgustata dall'indifferenza di Mitch alle sorti dei più poveri e dal suo cinico lavoro nella pubblicità. Mitch, inaspettatamente, viene nominato da Fowler Schocken primo responsabile del Progetto Venere e, per acquisire nuovi spunti e nuove idee di marketing, si mette in contatto con Jack O'Shea, il primo e unico uomo mai giunto su Venere e tornato vivo. Jack è stato scelto e addestrato come astronauta poiché affetto da nanismo. La sua minuta statura e i suoi minimi consumi primari avevano permesso di risparmiare spazio e peso sull'astronave riducendo l'ossigeno, l'acqua e il cibo imbarcati.
Mitch intervista lungamente Jack per trovare il modo di convincere i coloni a trasferirsi su di un pianeta così inospitale e, a seguito delle informazioni ricevute da Jack, imposta una massiccia campagna di marketing che, tuttavia, sembra non raggiungere lo scopo; i sondaggi rivelano infatti lo scarso interesse della popolazione verso la nuova frontiera. Mitch, fortunosamente scampato a due tentati omicidi, scopre che un suo collega, Matthew Runstead, stava sabotando il progetto. Mitch raggiunge Runstead durante una vacanza in Antartide per avere con lui un confronto circa le sue vere intenzioni ma viene da questi assalito tra i ghiacci polari e privato dell'unità di riscaldamento della tuta termica. Mitch prova a raggiungere il villaggio vacanza da cui lui e Runstead erano partiti per l'escursione tra i ghiacciai ma, quasi assiderato, perde conoscenza. Si risveglia su un aereo da trasporto accorgendosi che il suo numero personale di identificazione, tatuato sul braccio di tutte le persone, è stato contraffatto. Viene a sapere che il suo cadavere sarebbe stato ritrovato in Antartide tra la neve. Con rassegnazione capisce di essere prigioniero, registrato nella lista dei passeggeri sotto il falso nome di Groby William George, assunto per lavorare in una piantagione di alghe commestibili in Costa Rica dopo aver firmato un contratto praticamente inscindibile. I termini del contratto lo spingono a indebitarsi di continuo per sopravvivere, costretto ad acquistare beni di prima necessità a prezzi esorbitanti e a lavorare senza sosta nella piantagione di alga Chlorella sotto un caldo asfissiante.
Durante la permanenza in Costa Rica Mitch stringe rapporti con Gus Herrera, un operaio specializzato da lungo tempo impiegato nella piantagione; Gus si scopre essere un membro di un gruppo terroristico conservatore i cui affiliati vengono chiamati indietristi, attivo contro lo sfruttamento indiscriminato delle risorse mondiali. La capacità di Mitch nel pubblicizzare le idee del movimento lo mette in buona luce presso i vertici indietristi che riescono a farlo trasferire a New York per continuare nella metropoli il lavoro di propaganda del movimento, i cui ideali il pubblicitario finge di aver sposato. Immediatamente Mitch tenta di contattare il suo ex capo, Fowler Schocken, per metterlo in guardia contro le macchinazioni e i sabotaggi di Matthew Runstead. Durante la ricerca Mitch avvicina la sua ex segretaria, Hester, che lo informa dell'improvvisa partenza per la Luna di Schocken. Entrambi decidono di raggiungerlo ma prima Mitch deve partecipare a una riunione del movimento Indietrista per mantenere la copertura. Subito dopo la riunione viene colpito alle testa e si risveglia prigioniero di Taunton che vuole sottoporlo a tortura per carpire le informazioni necessarie a sabotare il progetto del rivale in affari. Durante la notte Mitch riesce a scappare uccidendo la torturatrice, a raggiungere Hester e a fuggire con lei sulla Luna. Durante il viaggio Hester segretamente innamorata di Mitch, vuole proteggerlo da eventuali sabotaggi assaggiando i suoi pasti; una razione di cibo avvelenata la uccide prima dell'arrivo. Giunto sulla Luna Mitch prende contatto con Warren Astron, un astrologo indietrista. Nel suo studio incontra la moglie Kathy, che si scopre essere anche lei nel movimento conservatore. La donna gli rivela che il progetto Venere era stato rallentato dagli indietristi, grazie ai sabotaggi di Matthew Runstead, anche lui un eversivo. I due hanno un acceso confronto al termine del quale Mitch minaccia la moglie di farla arrestare se non fosse fuggita facendo perdere per sempre le sue tracce.
Sulla Luna il pubblicitario riesce finalmente a incontrare Schocken che, pur non credendo ai suoi racconti, gli affida nuovamente la direzione del progetto che prevede la terraformazione di Venere e la sua contemporanea colonizzazione. Mitch teme per la sua vita e si fa proteggere da guardie del corpo ma Shocken, pure essendo stato messo in guardia, sottovaluta il pericolo e viene facilmente assassinato da sicari di Taunton. Alla morte del capo Mitch viene estromesso dal progetto e licenziato dai soci di maggioranza dell'agenzia, tuttavia, grazie a un lascito di Schochen, Mitch si ritrova proprietario di quote di varie Società per azioni e attraverso un meccanismo di scatole cinesi, capo incontrastato dell'importante agenzia di pubblicità. Il Progetto riprende e la prima astronave, con una capienza di mille e cinquecento passeggeri, è quasi pronta per la partenza. Mitch ancora innamorato è pentito di aver allontanato la moglie e vuole ritrovarla; grazie alle lunghe ricerche di un'agenzia investigativa riesce a rintracciarla tra gli squatter che di notte dormivano sulle scale di un palazzo della società Taunton.
I due si riappacificano e Mitch sembra finalmente pronto a abbracciare gli ideali degli Indietristi, se non per intima convinzione, almeno per amore di Kathy. Un astuto piano della donna, aiutata dal marito e da Matthew Runstead, prevede di imbarcare sull'astronave mille e quattrocento indietristi, scelti come passeggeri grazie a un concorso truccato. I conservatori avranno così modo di abbandonare la Terra e il consumismo al loro destino e a ricostruire una nuova civiltà a misura d'uomo su Venere.
Poco prima del lancio dell'astronave Taunton riesce a far accusare Mitch dell'assassinio della torturatrice e di eversione, tentando di farlo arrestare. Mitch, grazie all'aiuto del Presidente degli Stati Uniti, in realtà privato di ogni potere dalle grandi Società economiche ma pronto a riscattarsi con questa azione, viene messo in salvo e imbarcato sull'astronave a bordo della quale si ricongiunge con Kathy. I due inizieranno su Venere una nuova vita insieme ai mille e quattrocento esuli indietristi.

## Personaggi
Mitchell "Mitch" CourtenayIl Presidente della Sezione Venere e protagonista del romanzo.
Fowler SchockenFondatore e proprietario della Società Fowler Schocken, la più importante agenzia di pubblicità esistente. Acerrimo rivale di Taunton, proprietario dell'omonima società pubblicitaria.
Jack O'SheaEx astronauta, primo e unico uomo ad essere rientrato dopo un viaggio su Venere. Scelto e addestrato per la missione poiché la sua minuta statura e l'inferiore necessità di alimenti e di ossigeno avevano permesso di ridurre il peso caricato sull'astronave inviata sul pianeta.
Kathy NeviMedico chirurgo, moglie Interlocutoria di Mitchell Courtenay.
Matthew RunsteadIl Direttore del Reparto Ricerche di Mercato. È un Indietrista e, grazie a complicate macchinazioni, riesce a rallentare il Progetto Venere.
Ben WinstonIl Capo Sezione Antropologica.
Harvey BrunerIl Capo Reparto Vendite.
Tracy CollierIl Capo Ufficio Sviluppo.
Tildy MathisIl Capo Sezione Copyright. I suoi slogan pubblicitari e i testi da lei scritti per promuovere i prodotti costituiscono una nuova forma di poesia.
Gus HerreraOperaio specializzato impiegato nella piantagione Chlorella. Da dieci anni lavora nella raccolta dell'alga chlorella che, nutrita con liquame, viene poi trasformata chimicamente in proteine commestibili. In realtà Herrera è un Indietrista che, sotto copertura, procura nuove reclute per il movimento di rivolta.
HesterLa segretaria di Mitch, segretamente innamorate del suo capo, sventandone l'avvelenamento sacrificherà la sua vita per lui.
B.J. TauntonRivale in affari di Schocken. Rapisce Mitch per sottoporlo a tortura e carpire informazioni utili a sabotare il Progetto Venere.

## Altri media
Nel 1957 l'emittente CBS ha mandato in onda l'adattamento radiofonico del romanzo, trasmesso in due puntate rispettivamente il giorno 17 febbraio 1957 e il giorno 24 febbraio 1957.

## Edizioni
- (EN) Frederik Pohl e Cyril M. Kornbluth, Gravy Planet (prima puntata), in Galaxy Science Fiction, vol. 4, n. 3, giugno 1952,  pp. 4-61. URL consultato il 1º gennaio 2017.
- (EN) Frederik Pohl e Cyril M. Kornbluth, The Space Merchants, Ballantine Books, 1953.

- Frederik Pohl e Cyril M. Kornbluth, I mercanti dello spazio, traduzione di Andreina Negretti, copertina di Karel Thole, Urania, n. 297, Mondadori, 16 dicembre 1962,  p. 208.
- Frederik Pohl e Cyril M. Kornbluth, I mercanti dello spazio, traduzione di Andreina Negretti, copertina di Karel Thole, Urania, n. 544, Ristampa del n. 297, Mondadori, 12 luglio 1970,  p. 168.
- Frederik Pohl e Cyril M. Kornbluth, I mercanti dello spazio, traduzione di Andreina Negretti, copertina di Karel Thole, Oscar Mondadori, n. 593, Mondadori, 1º marzo 1975,  p. 176.
- Frederik Pohl e Cyril M. Kornbluth, I mercanti dello spazio, collana Urania Classici fantascienza, traduzione di Andreina Negretti, copertina di Karel Thole, n. 48, Mondadori, marzo 1981,  p. 192.

- Frederik Pohl e Cyril M. Kornbluth, I mercanti dello spazio, collana Edgar Fantascienza, traduzione di Andreina Negretti, copertina: KIKE, n. 1.4, Interno Giallo, aprile 1991.

- Frederik Pohl e Cyril M. Kornbluth, I mercanti dello spazio, collana Urania collezione, traduzione di Andreina Negretti, copertina di Franco Brambilla, n. 12, Mondadori, gennaio 2004,  p. 224.